# Trifão (prefeito pretoriano)
Trifão (em grego: Τρύφων; romaniz.: Tryphon) foi um oficial bizantino do século V que esteve presente na sexta seção do Concílio da Calcedônia em 25 de outubro de 451. Na lista de presentes é mencionado como prefeito pretoriano, porém como seu nome está após os ex-titulares das dignidades seculares, os autores da Prosopografia do Império Romano Tardio especulam que na verdade ele teria sido um mero titular (vacans) ou que sua prefeitura foi honorífica (honorarius).